# درازماهی سبز نگارین
درازماهی سبز نگارین (نام علمی: Oxylebius pictus) نام یک گونه از تیره درازماهیان سبز است.